# Stach Szabłowski
Stach Szabłowski (ur. 1973) – polski historyk i krytyk sztuki, publicysta, kurator wystaw.

## Życiorys
Stach (Stanisław) Szabłowski jest absolwentem Instytutu Historii Sztuki Uniwersytetu Warszawskiego. W latach 1997-2016 kurator wystaw polskich w Centrum Sztuki Współczesnej Zamek Ujazdowski w Warszawie. Wspólnie z kuratorką Ewą Gorządek był autorem wielu wystaw definiujących sztukę współczesną w Polsce tzw. pokolenie „roczników siedemdziesiątych” w sztukach wizualnych, m.in.: Scena 2000, Rzeczywiście młodzi są realistami (choć brali w nich udział także artyści starsi), czy Późna polskość.
Zajmuje się również krytyką sztuki; pisze o sztuce współczesnej w pismach: „Przekrój”, „Zwierciadło”, „Dziennik”, „Fluid”, „Newsweek”, „Obieg”, „K-Magazine”, „Architektura-Murator”, „Dwutygodnik” i „Szum”. Pisywał też do magazynu „Raster”.